# Reichsführer-SS
Reichsführer SS var en titel som användes från 1925 för högste befälhavaren för Schutzstaffel (SS) i Nazityskland. Reichsführer SS blev 1934 den högsta tjänstegraden inom SS och innehades till 1945 av Heinrich Himmler.
Det fanns även en division inom Waffen-SS med namnet 16. SS-Panzergrenadier-Division Reichsführer-SS.

## Historia
År 1925 tillfrågades Julius Schreck av Hitler att bli ledare för dåvarande Stoßtrupp Adolf Hitler (som senare skulle bli känd under namnet Schutzstaffel). Under Schrecks ledarperiod, 1925–1926, benämnde han dock aldrig sig själv med termen Reichsführer-SS. Den infördes först av Joseph Berchtold den 1 november 1926, som tog över efter Schreck samma år. Berchtold avgick året därpå, efter flera dispyter inom partiet, och ersattes av Erhard Heiden. Under Heidens två år vid makten föll SS drastiskt i medlemsantal, från 1 000 till 280. Efter mot- och nedgångarna inom partiet, som man i hög grad skyllde på påtryckningar från SA-ledningen som önskade upplösa organisationen, valde Heiden att lämna posten och hans ställföreträdare Heinrich Himmler efterträdde honom den 6 januari 1929.
Det var däremot inte förrän dagen efter de långa knivarnas natt, den 1 juli 1934, som Hitler godkände Reichsführer-SS som en tjänstegrad, en grad som motsvarade en generalfältmarskalk i den tyska krigsmakten, Wehrmacht.

## Reichsführer-SS
|  | Namn             | Tillträdde     | Avgick         |
|  | ---------------- | -------------- | -------------- |
|  | Julius Schreck   | 4 april 1925   | 15 april 1926  |
|  | Joseph Berchtold | 15 april 1926  | 1 mars 1927    |
|  | Erhard Heiden    | 1 mars 1927    | 6 januari 1929 |
|  | Heinrich Himmler | 6 januari 1929 | 29 april 1945  |
|  | Karl Hanke       | 29 april 1945  | 8 maj 1945     |

## Kragspegel och ärmelband
I och med Hitlers godkännande av Reichsführer-SS gradbeteckning 1934, tillverkades en kragspegel för graden. Innan detta, under de första fyra åren, användes inga emblem, utan först 1929 introducerades ett ärmband, där antalet vita ränder på det röda bandet markerade en av de fyra graderna.
- Reichsführer – tre ränder
- Oberführer – två ränder
- Staffelführer – en rand
- Mann – inga ränder

## Gradbeteckningar för Reichsführer-SS

Axelklaff.
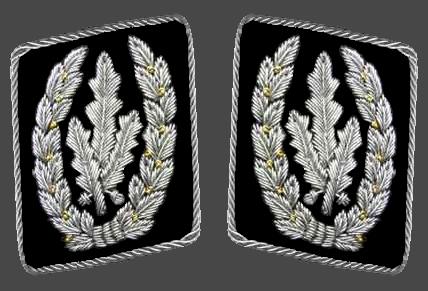
Kragspeglar: tre eklöv omgivna av en lagerkrans.
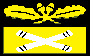
Kamouflage.